# La belle Hélène

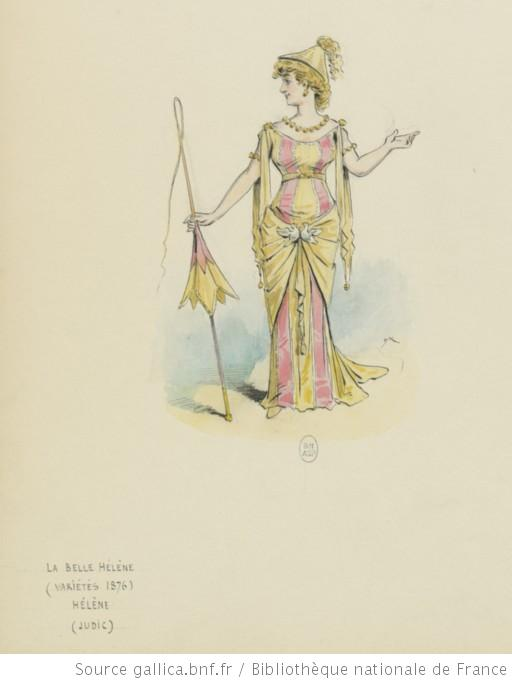
Affiche voor La belle Hélène

La belle Hélène is een opéra bouffe in drie bedrijven van Jacques Offenbach op een libretto van Henri Meilhac en Ludovic Halévy. De wereldpremière vond plaats op 17 december 1864 in het Théâtre des Variétés te Parijs. Deze parodie op de Trojaanse Oorlog werd een groot succes.

## Inhoud

### Eerste bedrijf
Hogepriester Kalchas is in de tempel een offer aan het voorbereiden als de mooie Helena binnenkomt die vraagt of er nog nieuws is over het geval van de appel (het oordeel van Paris waarbij hij de gouden appel aan de mooiste godin moest geven). Kalchas zegt geen nieuws te hebben, hoewel hij bevestigt dat de mooiste vrouw ter wereld die aan Paris beloofd werd, niemand anders kan zijn dan zij. Als ze weg is wordt hij gestoord door een jongeman die vraagt of de duif met zijn brief al aangekomen is. Verveeld zegt Kalchas dat hij niets weet van een duif of een brief, maar op hetzelfde moment arriveert die. De brief is van Venus en geeft Kalchas de opdracht de jongeman, die niemand anders is dan Paris, de zoon van koning Priamus, voor te stellen aan de koningin.
Paris is vermomd als herder en doet mee met een raadselwedstrijd die uitgeschreven is door koning Agamemnon en hij wint de prijs; dit tot groot ongenoegen van koning Menelaos, de echtgenoot van Helena. Dan maakt hij bekend wie hij is.
Paris vraagt stiekem aan Kalchas om Menelaos een poosje uit de buurt te houden, zodat hij Helena voor zich alleen heeft.  Dat kan geregeld worden, zegt Kalchas. Hij roept een onweer op, de bevolking siddert, en vervolgens legt hij dat uit als een boodschap van Jupiter. Via Kalchas mond verkondigt Jupiter dat Menelaos in zijn eentje een pelgrimsreis van één maand naar Kreta moet maken; Zoiets mag je niet weigeren, dus Menelaos vertrekt dan ook terstond. Hij wordt vrolijk "uitgezwaaid".

### Tweede bedrijf
's Avonds, wanneer het hof aan het gokken en het drinken is, komt Paris bij Helena, maar zij doet net alsof ze hem afwijst. Hij zegt dat hij wel een list zal verzinnen en vertrekt. Dan, als ze ligt te slapen komt hij terug en zij denkt dat alles een droom is, en geeft zich helemaal over. Dan komt Menelaos plotseling terug en vindt de twee in elkaars armen. Woedend roept hij iedereen erbij, maar hij krijgt weinig steun, want iedereen is van mening dat het zijn eigen schuld is. Paris moet echter vertrekken, maar hij zweert terug te zullen komen.

### Derde bedrijf
Venus is woedend op de Grieken omdat haar plannen gedwarsboomd zijn en uit wraak maakt ze heel het volk wellustig en de verdorvenheid viert hoogtij. De koningen zitten met hun handen in het haar en men besluit een afgezant naar Kythera te sturen. Als antwoord verschijnt de hogepriester van Venus zelf en die beveelt dat Helena met hem mee moet komen naar Kythera om offers aan de godin te brengen. Helena heeft daar helemaal geen zin in, maar op aandringen van de koningen scheept zij zich met de hogepriester in en vaart weg. Terwijl ze wegvaren onthult de hogepriester wie hij werkelijk is: Het is Paris. De koningen hebben het nakijken. De bedrogen Menelaos kan de wegvarenden alleen nog naroepen "Daar zullen de Trojanen zwaar voor moeten boeten!". En zo is dan de Trojaanse oorlog ontstaan!

### Ontvangst
Net als bij Orpheé aux Enfers werd het stuk door dezelfde criticus afgebrand; dat werd weersproken door andere critici, en door al deze ophef stroomde het publiek weer toe.

## Coronatie van Leopold II
Toen koning Leopold II met hoogwaardigheidsbekleders het Koninklijk Paleis van Brussel naderde op 17 december 1865, de dag van zijn troonsbestijging, begon de militaire band die hem vergezelde de beroemde intrede van Agamemnon "Le roi barbu qui s'avance, bu qui s'avance, bu qui s'avance" uit La belle Hélène te spelen. Maar blijkbaar was de kapelmeester niet op de hoogte van de woordspeling (Le roi bar)bu qui s'avance (De bebaarde koning die vooruit gaat) en Bouc qui s'avance (Bok die vooruit gaat). De dag erop vertelde een minister aan een journalist: "Gelukkig vond dit plaats in een zo goedaardig land als België; moest dit bij onze buren gebeurd zijn, dan zou de koning een maand lang het mikpunt van algemene spot zijn geweest."

## Trivia
- Het nog steeds bekende gerecht Poire Belle Hélène is vernoemd naar deze operette. Ten tijde van de première werden in restaurants diverse gerechten van deze naam voorzien.[6]

Ba-ta-clan (1855) · 
Les deux aveugles (1855) ·
La bonne d'enfant (1856) ·
Le mariage aux lanternes (1857) ·
Orphée aux Enfers (1858) · 
Geneviève de Brabant (1859) ·
Daphnis et Chloé (1860) ·
M. Choufleuri restera chez lui le ... (1861) · 
Le pont des soupirs (1861) · 
La belle Hélène (1864) · 
Barbe-bleue (1866) · 
La vie parisienne (1866) ·
La Grande-Duchesse de Gérolstein (1867) · 
Robinson Crusoé (1867) · 
L'île de Tulipatan (1868) · 
La Périchole (1868) ·
Les brigands (1869) ·
Pomme d'Api (1873) ·
Bagatelle (1874) ·
Le voyage dans la lune (1875) ·
Madame Favart (1878) · 
La fille du tambour-major (1879) ·
Les contes d'Hoffmann (1880—onvoltooid)